# New Ross (Ierland)
New Ross is een plaats in het Ierse graafschap County Wexford. De plaats telt 4810 inwoners.